# Janez Krstnik v divjini
Janez Krstnik v divjini je staronizozemska slika iz okrog leta 1490-1495, olje na tabli, ki jo je naslikal umetnik Geertgen tot Sint Jans in je danes v zbirki Gemäldegalerie der Staatlichen Museen v Berlinu. Znana je tudi kot Meditiranje svetega Janeza. Je eno najpomembnejših Geertgenovih del.

## Opis
Na sliki Janez Krstnik v divjini, svetnik z eno roko podpira svojo težko mislečo glavo, sedi sanjajoč, razmišljajoč, meditira v najlepši, najbolj subtilni, nežno zeleni pokrajini, ko sonce zahaja med plapolanjem kril, prepevanjem ptic in nežnim brbotanjem potoka h kateremu se je spustil jelen da bi pil. Za sv. Janezom je videti jagnje, ki sedi in čaka, da se prerokba izpolni in da bo Božje jagnje prišlo k njemu na krst. To sliko poveže z Van Eyckovim Mističnim jagnjetom - vendar tako rekoč v obratnem vrstnem redu, saj se tu prizori ne odvijajo v njihovem zgodovinskem in kronološkem zaporedju.
Jagnje z avreolo je tradicionalni atribut Krstnika, Božje jagnje, pa simbolizira Jezusa. Janez je oblečen v kuto, narejeno iz kamelje dlake.
Ljubka pokrajina je morda Geertgenov prikaz doline reke Jordan, območja, kjer je Janez deloval kot prerok in kjer je krstil spreobrnjene.
To delo ima osnovo v Lukovem evangeliju Lk 3,2-6 in Matejevem evangeliju Mt 3,1-4 pa tudi Markovem evangeliju Mr 1,1-4.
Uradni naslov te slike je "Janez v divjini". Toda divjine ni videti. Tudi sicer je Janez Krstnik deloval v puščavskem okolju, česar pa slikar verjetno ni znal naslikati. Če Janez ne bi bil tako globoko zamišljen, bi lahko užival v spokojnosti neokrnjene narave okoli sebe - zelenih gričev, visokih dreves in žuborečega potoka. Odkril bi, da povsod okoli njega mrgoli ptic, zajčkov in jelenov.
Lahko bi se vprašali, ali je Geertgenov Janez res Janez Krstnik. Po besedah evangelista Mateja je bil Janez Krstnik dan in noč zaseden z oznanjevanjem Gospodovega prihoda. Od zore do mraka je krstil vse, ki so ga prišli poslušat. Vrhunec njegovega aktivnega življenja je bil Kristusov krst v Jordanu. Geertgenov Janez pa pasivno premišljuje. Ali ne verjame več v sporočilo, ki ga je moral prenesti na svet?
Vendar pri tem ni pomote, slikar iz nizozemskega Haarlema je naslikal Janeza Krstnika. Zraven njega leži jagnje z avreolo okoli glave. Je Božje jagnje - skupni simbol za Janeza. Janez bi moral kazati na Jagnjeta, ki odnaša grehe sveta, kot Janez, ki ga je Grünewald naslikal na Isenheimskem oltarju, vendar Janez z velikimi nogami Jagnjeta niti ne opazi. Razmišlja.
Geertgen tot Sint Jans je verjetno meditirajočega Janeza naslikal za enega od vitezov svetega Janeza (ali vitezov hospitalcev) v Haarlemu, ko je živel v njihovi hiši na Jansstraatu. Janez Krstnik je bil zavetnik vitezov svetega Janeza. Geertgen sam ni bil duhovnik, vendar je kot slikar smel živeti v njihovem samostanu. Za samostansko cerkev je naslikal veliko oltarno sliko. Majhna plošča z Janezom je najverjetneje visela v samostanski celici. Namenjena je bil zasebni pobožnosti.
Geertgen tot Sint Jans navdiha ni našel v besedilu evangelija po Mateju, temveč v življenjepisu sv. Janeza. V tej zgodbi o svojem življenju se Janez umakne na samotno mesto, da bi v samoti razmišljal o Gospodovem trpljenju. Njegova velika prekrižana stopala verjetno namigujejo na Križanje. Tudi Jagnje ima prekrižane prednje noge. Zahvaljujoč Jagnjetu, ki odnaša grehe sveta, je puščava, kjer je Janez pridigal, spet postala raj.
Janez v divjini je preživel ikonoklastični bes v 16. stoletju. Leta 1625, ko je umrl zadnji poveljnik reda, so ploščo odpeljali v dominikanski samostan Prinsenhof v Haarlemu. Zdaj je del zbirke Gemäldegalerie Staatliche Museen v Berlinu.